# Alberto Matos (político)

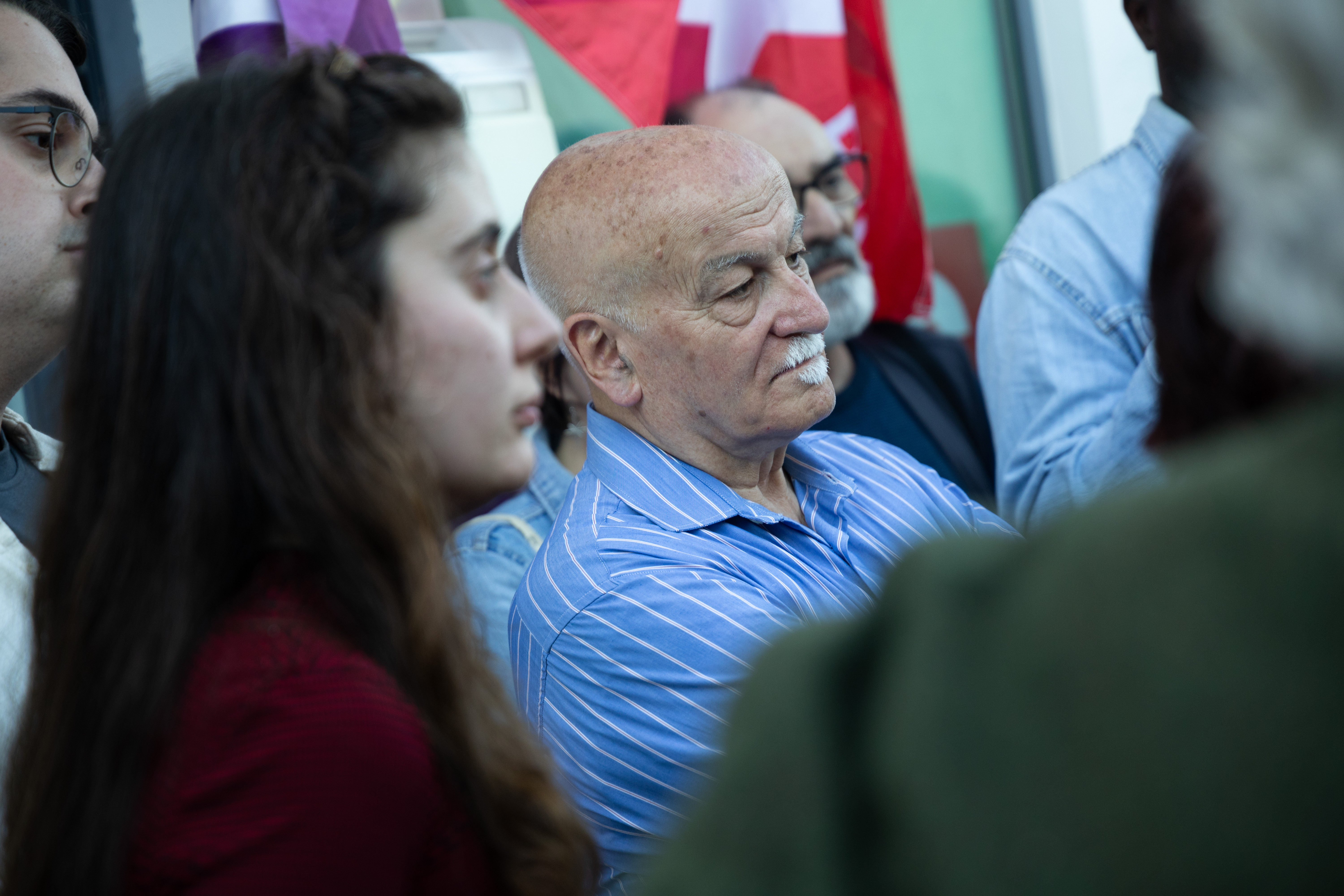
Alberto Matos na campanha das eleições legislativas de 2025.

Alberto Manuel Belo da Cunha Matos (nascido em 1952/1953) é um professor e político português. Foi o candidato apoiado pela União Democrática Popular nas eleições presidenciais de 1996, tendo desistido a favor de Jorge Sampaio, que acabou por ser eleito. Atualmente é dirigente da associação Solidariedade Imigrante (SOLIM) e dirigente da distrital de Beja do Bloco de Esquerda.
Foi ainda candidato à Câmara Municipal de Beja em 2005, Odemira em 2009 e Serpa em 2017, sempre pelo Bloco de Esquerda, tendo sido também o cabeça de lista do partido pelo Distrito de Beja em 1999, 2002 e 2025. Foi ainda deputado municipal por Beja entre 1980 e 1982, por Almada entre 1994 e 1997 e por Lisboa entre 1998 e 2001.